# Japonopsimus orientalis
Japonopsimus orientalis là một loài bọ cánh cứng trong họ Cerambycidae.